# Slowdive (álbum)
Slowdive es el cuarto álbum de la banda de rock inglesa Slowdive, publicado el 5 de mayo de 2017. Es su primer disco desde 1995, cuando editaron Pygmalion.

## Lista de canciones
Todas las canciones fueron escritas por Neil Halstead, excepto donde se lo indica. 

| N.º   | Título                                                                          | Duración |  |
| 1.    | «Slomo» (Halstead, Christian Savill, Nick Chaplin, Rachel Goswell, Simon Scott) | 6:53     |  |
| 2.    | «Star Roving»                                                                   | 5:39     |  |
| 3.    | «Don't Know Why»                                                                | 4:36     |  |
| 4.    | «Sugar for the Pill»                                                            | 4:31     |  |
| 5.    | «Everyone Knows»                                                                | 4:22     |  |
| 6.    | «No Longer Making Time»                                                         | 5:48     |  |
| 7.    | «Go Get It» (Halstead, Savill, Chaplin, Goswell, Scott)                         | 6:09     |  |
| 8.    | «Falling Ashes» (Halstead, Scott)                                               | 8:00     |  |
| 45:58 |                                                                                 |          |  |

## Personal
- Neil Halstead – vocalista, guitarrista, productor
- Rachel Goswell – vocalista
- Christian Savill – guitarrista
- Nick Chaplin – bajista
- Simon Scott – baterista, guitarrista

## Posición de listas
| Lista (2017)                     | Posición |
| -------------------------------- | -------- |
| Billboard 200 de Estados Unidos  | 50       |
| Lista de álbumes del Reino Unido | 16       |